# The High Fructose Adventures of Annoying Orange
The High Fructose Adventures of Annoying Orange ist eine Fernsehserie, die auf der US-amerikanischen Webserie The Annoying Orange (englisch für Die nervende Orange) basiert und seit Juni 2012 auf Cartoon Network ausgestrahlt wird.

## Handlung
Im Mittelpunkt der Serie steht eine anthropomorphe Orange namens „The Annoying Orange“, die mit menschlichen Augen und Mund versehen, allen Objekten in ihrem Umfeld auf die Nerven geht. Es haben nicht nur ihre Früchte- und Gemüsekollegen unter ihr zu leiden, sondern auch Menschen. Charakteristisch ist das hämische Lachen von „The Annoying Orange“.

## Hintergrund
Am 11. Juni 2012 wurde die erste Folge der Serie „The High Fructose Adventures of Annoying Orange“ (kurz: The Annoying Orange) auf Cartoon Network ausgestrahlt. Die Fernsehserie beinhaltet ähnlich animierte Szenen wie sie bereits aus dem Internet bekannt sind. Eine deutsche Erstausstrahlung findet derzeit auf MyVideo im Auftrag von Studio71 statt. Für die Produktion der deutschen Folgen sind Andreas Wessel und Soufian Hadjiri verantwortlich.
Aufgrund des Auftretens im Internet und des daraus resultierenden Bekanntheitsgrades existieren zahlreiche Accessoires, Kleidungsstücke und Spielzeug von „The Annoying Orange“. Auch ein Videospiel unter dem Namen Annoying Orange: Kitchen Carnage wurde bereits produziert.

## Synchronisation
| Rolle         | Amerikanische Originalsprecher | Deutsche Sprecher                                                           |
| ------------- | ------------------------------ | --------------------------------------------------------------------------- |
| Orange        | Dane Boedigheimer              | Andreas Wessel                                                              |
| Pear          | Dane Boedigheimer              | Andreas Wessel                                                              |
| Nerville      | Toby Turner                    | Soufian Hadjiri                                                             |
| Midget Apple  | Dane Boedigheimer              | Soufian Hadjiri                                                             |
| Marshmallow   | Dane Boedigheimer              | Soufian Hadjiri                                                             |
| Passion Fruit | Justine Ezarik                 | Carmen Goretzki (Staffel 1 Folge 01-20) Lina Klaßen (ab Staffel 1 Folge 22) |
| Grapefruit    | Robert Jennings                | Tim-Maurice Müller-Hahl                                                     |
| Apple         | Harland Williams               | Tim-Maurice Müller-Hahl                                                     |
| Grandpa Lemon | Kevin Brueck                   | Marco Hansen                                                                |
| Coconut       | Tom Kenny                      | Tim-Maurice Müller-Hahl                                                     |
| Peach         | Felicia Day                    | Alina Rolheiser                                                             |
| Banana        | Tom Sheppard                   | Gabriel Reichert                                                            |